# Eugenio Dupré Theseider
Eugenio Guarniero Dupré Theseider (Rieti, 22 marzo 1898 – Portoferraio, 21 settembre 1975) è stato uno storico italiano.

## Biografia
Era figlio di Francesco Dupré Theseider e di Fanny Rettig. nonché nipote dello storico dell'arte Francesco Palmegiani.
Fu professore universitario dal 1942 e insegnò a Messina, Bologna e Roma. Volse il suo lavoro verso due principali tematiche, cioè il Trecento romano e la cattività avignonese. Proprio su questi argomenti si basò la sua produzione degli anni trenta e quaranta.
Si interessò anche a temi sociologici, come i movimenti ereticali di massa del Medioevo.
A lui è stato dedicato un importante viale nel quartiere Città Giardino di Rieti (l'ex viale dello Sport).

## Opere
- L' abbazia di S. Pastore presso Rieti, Rieti, Tip. Fratelli Faraoni, 1919
- Il problema critico delle Lettere di santa Caterina da Siena, Roma, Tipografia del Senato, 1933
- I papi d'Avignone e la questione romana, Firenze, Le Monnier, 1938
- La rivolta di Perugia del 1375 contro l'abate di Monmaggiore, ed i suoi precedenti politici, Perugia, Tip. della Rivoluzione Fascista G. Donnini, 1938
- Sono autentiche le lettere di S. Caterina?, Firenze, Giannini & Giovannelli, 1940
- L'idea imperiale di Roma nella tradizione del Medioevo, Milano, Istituto per gli studi di politica internazionale, 1942
- Papato e Impero in lotta per la supremazia, Como, Cavalleri, 1942?
- 1: L'arte della diplomazia nel Quattrocento, fa parte di Niccolo Machiavelli diplomatico, Como, C. Marzorati, 1945
- Compendio cronologico di storia medievale , Milano, Marzorati, 1948
- Roma: dal comune di popolo alla signoria pontificia (1252-1377), Bologna, Cappelli, 1952
- Mondo cittadino e movimenti ereticali nel Medioevo, Bologna, Patron, 1978